# 官道河水库
官道河水库是中国湖北省宜昌市当阳市境内的一座水库，位于沮河支流官道河上，建于1976年。水库正常库容为1295万立方米，集雨面积为18.4平方千米，海拔为159.2米。